# 江南镇 (桐庐县)
江南镇，中国浙江省西北部桐庐县下辖的一个镇。

## 行政区划
现辖：
窄溪社区、渔业村社区、横山埠村、窄溪村、莲塘村、石阜村、彰坞村、小潘村、华丰村、梧村村、石泉村、青源村、环溪村、徐畈村、深澳村、荻浦村、珠山村、凤鸣村、金茂村、锦江村和舒川村。

## 中国传统村落
- 2013年8月，深澳村获批第二批中国传统村落。
- 2013年8月，荻浦村、徐畈村获批第二批中国传统村落。